# Phlegra nuda
Phlegra nuda là một loài nhện trong họ Salticidae.
Loài này thuộc chi Phlegra. Phlegra nuda được Maciej Próchniewicz & Heciak miêu tả năm 1994.